# Європейсько-середземноморські мішані гірські ліси
Європейсько-середземноморські мішані гірські ліси — це суміщений екорегіон Південної Європи та Північної Африки, визначений Світовим фондом дикої природи як один із списку екорегіонів Global 200, пріоритетних екорегіонів у плані їхнього збереження.
Ці ліси включають хвойні ліси помірної зони та широколистяні та змішані ліси помірної зони, які охоплюють декілька основних гірських систем Європи та північної Африки, включаючи Альпи, Піренеї, Атлаські гори, Балканські гори, Родопи та Карпати, і розташовані у понад двох десятках різні країни.
Наземні екорегіони, що входять до складу більшого екорегіону, включають:
- Хвойні та мішані ліси Альп (Австрія, Франція, Італія, Словенія, Швейцарія)
- Апеннінські листяні гірські ліси (Італія)
- Карпатські хвойні гірські ліси (Чехія, Польща, Румунія, Словаччина, Україна)
- Кримський субсередземноморський лісовий комплекс (Росія, Україна)
- Динарські мішані гірські ліси (Албанія, Боснія і Герцеговина, Хорватія, Італія, Чорногорія, Сербія, Словенія)
- Середземноморські хвойні та мішані ліси (Алжир, Марокко, Туніс)
- Піренейські хвойні та мішані ліси (Франція, Іспанія)
- Родопські мішані гірські ліси (Болгарія, Греція, Македонія, Сербія)

## Зовнішні посилання
- European-Mediterranean montane mixed forests (World Wildlife Fund) [Архівовано 9 грудня 2008 у Wayback Machine.]